# Tour de França de 1935
El Tour de França de 1935 fou la vint-i-novena edició del Tour de França i es disputà entre el 4 i el 28 de juliol de 1935, sobre un recorregut de 4.338 km, distribuïts en 21 etapes, sis d'elles dividides en dos sectors que es van disputar a una mitjana de 30,650 km/h. Tot i que l'equip francès era el favorit per revalidar la victòria, el belga Romain Maes es va fer amb el liderat en la primera etapa i ja no el va deixar fins a l'arribada a París. Durant la setena etapa, la principal amenaça per a Romain Maes en la lluita per la general, Antonin Magne, hagué d'abandonar en ser atropellat per un cotxe. Poc després l'espanyol Francisco Cepeda va patir un accident en el descens del Coll del Galibier. Tres dies més tard moria a l'hospital de Grenoble, sent la primera víctima mortal en carrera del Tour.

## Canvis respecte a l'edició anterior
Els diners dedicats a premis s'incrementa i per primera vegada supera el milió de francs.

## Participants
Com venia passant des de l'edició de 1930, el Tour de França de 1935 va ser disputat per equips nacionals. Bèlgica, Itàlia, Espanya, Alemanya i França van enviar equips formats per 8 ciclistes. A banda hi havia els ciclistes que corrien de manera individual, sense estar integrats en cap equip. Cada país podia enviar fins a quatre ciclistes que competissin individualment, però que en cas d'abandonament d'un membre de l'equip oficial podrien ocupar el seu lloc. Espanya només en va enviar tres, mentre Suïssa, que no tenia equip nacional, en va enviar quatre, per la qual cosa foren 23 el ciclistes individuals que van prendre la sortida. Finalment, hi havia la categoria "touriste-routiers", en què van participar 30 ciclistes. En total foren 93 els ciclistes que van prendre la sortida. Segons la nacionalitat, hi havia 41 francesos, 13 italians, 12 belgues, 12 alemanys, 11 espanyols i 4 ciclistes suïssos.

## Favorits
L'equip francès era el més fort de tots, ja que incorporava els tres guanyadors de les cinc darreres edicions del Tour, Antonin Magne, Georges Speicher i André Leducq, a més de l'escalador René Vietto i Maurice Archambaud, que havia liderat la classificació general durant forces etapes el 1933. A més, Roger Lapébie i Charles Pélissier corrien com a muntar com a individuals, cosa que significava que en cas d'algun abandonament podien ocupar el seu lloc a l'equip nacional francès.
Dels altres equips, sols els equips belgues i italians semblaven poder fer obra als francesos.

## Recorregut
Com en les edicions precedents el recorregut ressegueix França en el sentit de les agulles del rellotge, passant primer pels Alps i posteriorment pels Pirineus, sent els principals colls a superar el Galibier, el Tourmalet i l'Aubisca. En aquesta edició no hi ha cap nova vila que aculli una etapa.

## Desenvolupament de la cursa

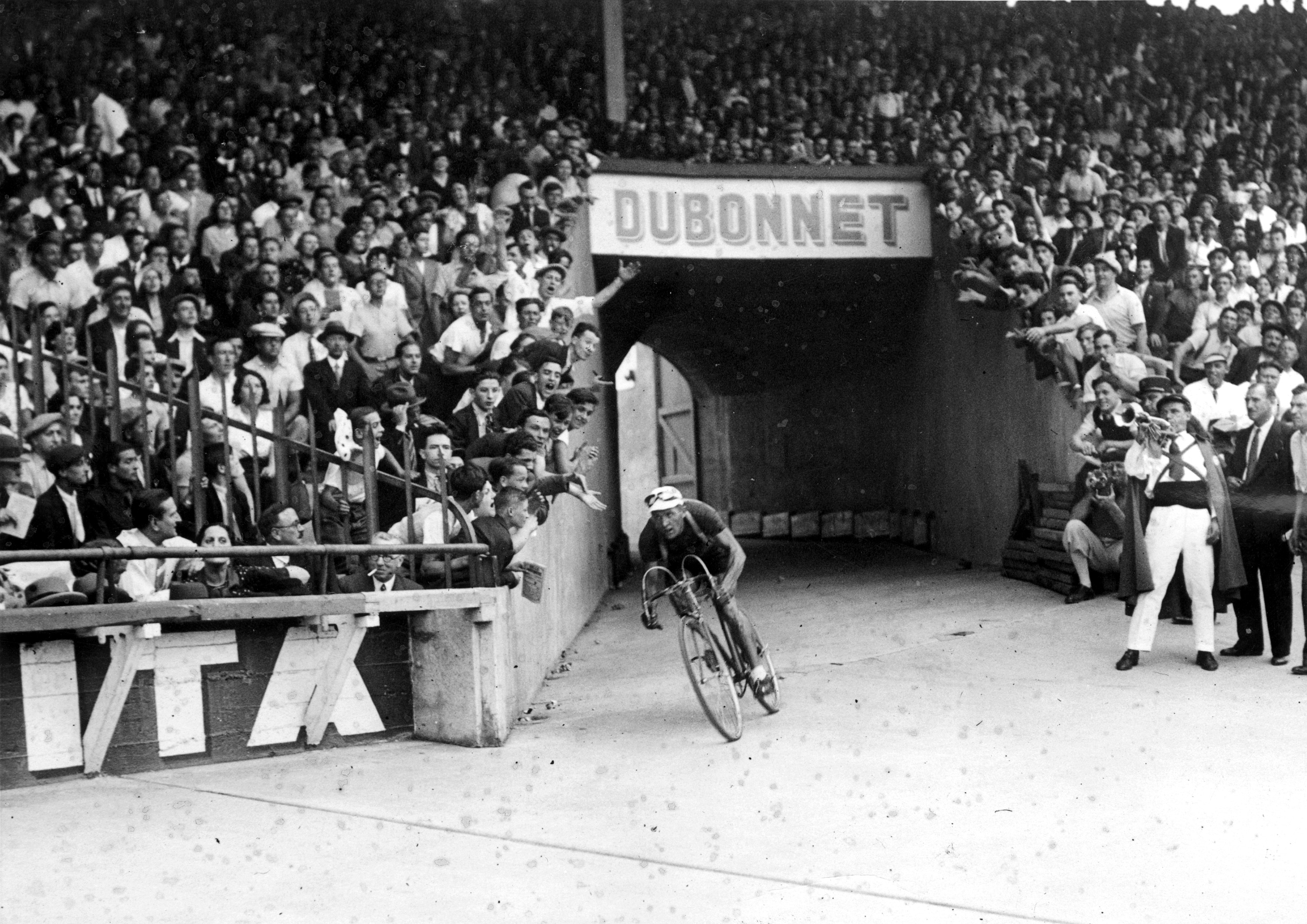
Romain Maes, al Tour de França de 1935.

Durant la primera etapa el belga Romain Maes va tenir la sort de poder passar un pas a nivell poc abans que aquest quedés tancat, amb la qual cosa va aconseguir un minut d'avantatge respecte als immediats perseguidors, ja que aquests hagueren d'esperar-se. Tot i que l'intent de neutralitzar-lo, finalment Maes arribà a Lilla amb 53" sobre aquests.
En la segona etapa Romain Maes va tenir menys sort, ja que diverses punxades el van endarrerir fins a nou minuts de la capçalera de la cursa. L'equip belga va iniciar una llarga persecució durant 70 km fins que aconseguiren reintegrar-lo amb la resta de favorits. L'etapa va ser guanyada per l'esprintador francès Charles Pélissier. Romain Maes i Charles Pélissier passen a encapçalar les dues primeres posicions de la general, unes posicions que ningú espera que puguin mantenir durant gaire temps.
En la quarta etapa, amb el pas pel Ballon d'Alsace, l'equip francès no va tenir un bon paper. El primer francès a finalitzar l'etapa ho va fer en desena posició, i Romain Maes va augmentar l'avantatge al capdavant de la general fins a més de cinc minuts.
En el segon sector de la cinquena etapa Romain Maes va realitzar una excel·lent etapa, molt millor del que tothom podia esperar, ja que tan sols va perdre 38 segons respecte a Antonin Magne, un especialista en contrarellotge, en els gairebé 60 quilòmetres d'etapa. Magne pujà fins a la segona posició en la classificació general, a poc més de quatre minuts de Romain Maes.
La sisena etapa, la primera als Alps, era perfecte per a un escalador com Vietto, el qual no desaprofità l'ocasió per endur-se amb la victòria en solitari. Magne es mantenia uns quatre minuts darrere Romain Maes. En la setena etapa, Magne va ser atropellat per un cotxe, cosa que l'obligà a abandonar la cursa. En la mateixa etapa, en el descens del Galibier, l'espanyol Francisco Cepeda va patir un important accident que li provocà la mort tres dies més tard. Un dels seus pneumàtics s'havia rebentat per la fricció amb la llanda, cosa que li provocà la caiguda anant a gran velocitat. Amb l'abandonament de Magne Vasco Bergamaschi passà a ocupar la segona posició en la classificació general, més de dotze minuts darrere de Romain Maes. En la novena etapa Bergamaschi va perdre mitja hora, quedant fora de la lluita per la victòria. René Vietto va guanyar l'etapa, amb Francesco Camusso pocs segons rere seu. Romain Maes va perdre gairebé deu minuts, i Camusso va passar a ocupar la segona posició en la general, tres i mig minuts rere Maes.
En la desena, onzena i dotzena etapes Romain Maes va guanyar una mica de temps sobre Camusso. El segon sector de la tretzena etapa va ser una contrarellotge per equips, en la qual l'equip francès va superar a l'equip belga per 27 segons, quedant Speicher tercer, a vuit minuts i mig en la general. En el segon sector de la catorzena etapa Romain Maes acabà en segona posició, augmentant el seu avantatge en la general a més de deu minuts sobre Speicher, el qual passà a ocupar la segona posició.
En la quinzena etapa arribà el torn dels Pirineus. Els belgues Félicien Vervaecke i Sylvère Maes arribaren escapats amb molt de temps sobre la resta de favorits, cosa que els va dur a la segona i tercera posició de la general, rere el seu compatriota Romain Maes.
En la setzena etapa, amb el pas pel Tourmalet i l'Aubisca Romain Maes va tenir problemes per seguir els seus rivals. L'equip belga havia controlat la carrera durant els primers tres ports de muntanya, però en el quart, l'Aubisca, els italians Ambrogio Morelli i Orlando Teani van escapar-se. Morelli va guanyar l'etapa i es va endur la bonificació, mentre Romain Maes necessitava l'ajuda dels seus companys Vervaecke i Jules Lowie per mantenir el liderat per tan sols dos minuts i mig sobre Morelli després de perdre més de sis minuts en l'etapa.
En el primer sector de la divuitena etapa Morelli va perdre deu minuts. Jean Aerts va creuar la línia de meta en primera posició, però fou desqualificat i relegat a la segona posició per irregularitats en l'esprint. Maes finalitzà segon en el segon sector de l'etapa i incrementà la diferència en tres minuts més. Inicialment Jean Fontenay fou declarat el vencedor de l'etapa, però posteriorment fou penalitzat amb cinc minuts pel jurat en saber-se que havia estat remolcat per un vehicle.
Romain Maes va acabar el Tour amb una victòria d'etapa en solitari en l'arribada a París.

## Resultats

### Etapes
Les etapes 5, 13, 14, 18, 19 i 20 foren dividides en dos sectors, sempre amb un primer sector en línia i un segon sector en contrarellotge, ja fos individual o per equips. Les etapes 5B, 14B i 18B foren una contrarellotge individual, mentre les etapes 13B, 19B i 20B foren per equip. En les contrarellotges per equip de 1935, els ciclistes d'un mateix equip prenien la sortida plegats, però a diferència de les proves actuals el que comptava era el temps individual, per la qual cosa la contrarellotge no era guanyada per un equip, sinó per un ciclista.
| Etapa   | Data         | Recorregut                      |                           | Km  | Vencedor d'etapa         | Líder de la general |
| ------- | ------------ | ------------------------------- | ------------------------- | --- | ------------------------ | ------------------- |
| 1a      | 4 de juliol  | París - Lilla                   | Etapa plana               | 262 | Romain Maes (BEL)        | Romain Maes (BEL)   |
| 2a      | 5 de juliol  | Lilla - Charleville-Mézières    | Etapa plana               | 192 | Charles Pélissier (FRA)  | Romain Maes (BEL)   |
| 3a      | 6 de juliol  | Charleville-Mézières - Metz     | Etapa plana               | 161 | Rafaële Di Paco (ITA)    | Romain Maes (BEL)   |
| 4a      | 7 de juliol  | Metz - Belfort                  | Etapa de mitja muntanya   | 220 | Jean Aerts (BEL)         | Romain Maes (BEL)   |
| 5a (a)  | 8 de juliol  | Belfort - Ginebra               | Etapa plana               | 262 | Maurice Archambaud (FRA) | Romain Maes (BEL)   |
| 5a (b)  | 8 de juliol  | Ginebra - Évian-les-Bains       | Contrarellotge individual | 58  | Rafaële Di Paco (ITA)    | Romain Maes (BEL)   |
| 6a      | 10 de juliol | Évian-les-Bains - Aix-les-Bains | Etapa de mitja muntanya   | 207 | René Vietto (FRA)        | Romain Maes (BEL)   |
| 7a      | 11 de juliol | Aix-les-Bains - Grenoble        | Etapa de muntanya         | 229 | Francesco Camusso (ITA)  | Romain Maes (BEL)   |
| 8a      | 12 de juliol | Grenoble - Gap                  | Etapa de mitja muntanya   | 102 | Jean Aerts (BEL)         | Romain Maes (BEL)   |
| 9a      | 13 de juliol | Gap-Digne-les-Bains             | Etapa de muntanya         | 229 | René Vietto (FRA)        | Romain Maes (BEL)   |
| 10a     | 14 de juliol | Digne-les-Bains - Niça          | Etapa plana               | 156 | Jean Aerts (BEL)         | Romain Maes (BEL)   |
| 11a     | 16 de juliol | Niça - Canes                    | Etapa de mitja muntanya   | 126 | Romain Maes (BEL)        | Romain Maes (BEL)   |
| 12a     | 17 de juliol | Canes - Marsella                | Etapa plana               | 195 | Charles Pélissier (FRA)  | Romain Maes (BEL)   |
| 13a (a) | 18 de juliol | Marsella - Nimes                | Etapa plana               | 112 | Vasco Bergamaschi (ITA)  | Romain Maes (BEL)   |
| 13a (b) | 18 de juliol | Nimes - Montpeller              | Contrarellotge per equips | 56  | Georges Speicher (FRA)   | Romain Maes (BEL)   |
| 14a (a) | 19 de juliol | Montpeller - Narbona            | Etapa plana               | 103 | René Le Grevès (FRA)     | Romain Maes (BEL)   |
| 14a (b) | 19 de juliol | Narbona - Perpinyà              | Contrarellotge individual | 63  | Maurice Archambaud (FRA) | Romain Maes (BEL)   |
| 15a     | 20 de juliol | Perpinyà - Luchon               | Etapa de muntanya         | 325 | Sylvère Maes (BEL)       | Romain Maes (BEL)   |
| 16a     | 22 de juliol | Luchon - Pau                    | Etapa de muntanya         | 194 | Ambrogio Morelli (ITA)   | Romain Maes (BEL)   |
| 17a     | 24 de juliol | Pau - Bordeus                   | Etapa plana               | 224 | Julien Moineau (FRA)     | Romain Maes (BEL)   |
| 18a (a) | 25 de juliol | Bordeus- Rochefort              | Etapa plana               | 158 | René Le Grevès (FRA)     | Romain Maes (BEL)   |
| 18a (b) | 25 de juliol | Rochefort- La Rochelle          | Contrarellotge individual | 33  | Romain Maes (BEL)        | Romain Maes (BEL)   |
| 19a (a) | 26 de juliol | La Rochelle- La Roche-sur-Yon   | Etapa plana               | 81  | René Le Grevès (FRA)     | Romain Maes (BEL)   |
| 19a (b) | 26 de juliol | La Roche-sur-Yon- Nantes        | Contrarellotge per equips | 95  | Jean Aerts (BEL)         | Romain Maes (BEL)   |
| 20a (a) | 27 de juliol | Nantes - Vire                   | Etapa plana               | 220 | René Le Grevès (FRA)     | Romain Maes (BEL)   |
| 20a (b) | 27 de juliol | Vire- Caen                      | Contrarellotge per equips | 55  | Ambrogio Morelli         | Romain Maes (BEL)   |
| 21a     | 28 de juliol | Caen- París                     | Etapa plana               | 221 | Romain Maes (BEL)        | Romain Maes (BEL)   |

### Classificació general
El ciclista que arribava a la meta en el menor temps era proclamat el vencedor d'etapa. Els diferents temps de cada etapa eren sumats per aconseguir la classificació general, guanyada pel ciclista amb menor temps acumulat. Si un ciclista havia rebut alguna bonificació de temps es restava del total, de la mateixa manera que les penalitzacions de temps s'afegien al total. El líder de la cursa era identificat pel mallot groc.
| Pos. | Ciclista                 | Equip              | Temps        |
| ---- | ------------------------ | ------------------ | ------------ |
| 1    | Romain Maes (BEL)        | Bèlgica            | 141h 32' 00" |
| 2    | Ambrogio Morelli (ITA)   | Itàlia individual  | + 17' 52"    |
| 3    | Félicien Vervaecke (BEL) | Bèlgica            | + 24' 06"    |
| 4    | Sylvère Maes (BEL)       | Bèlgica individual | + 35' 24"    |
| 5    | Jules Lowie (BEL)        | Bèlgica individual | + 51' 26"    |
| 6    | Georges Speicher (FRA)   | França             | + 54' 29"    |
| 7    | Maurice Archambaud (FRA) | França             | + 1h 09' 28" |
| 8    | René Vietto (FRA)        | França             | + 1h 21' 03" |
| 9    | Gabriel Ruozzi (FRA)     | Touriste-routier   | + 1h 34' 02" |
| 10   | Oskar Thierbach (GER)    | Alemanya           | + 2h 00' 04" |

| Classificació final (11–46) | Classificació final (11–46) | Classificació final (11–46) | Classificació final (11–46) |
| Pos.                        | Ciclista                    | Equip                       | Temps                       |
| --------------------------- | --------------------------- | --------------------------- | --------------------------- |
| 11                          | Pierre Cogan (FRA)          | Touriste-routier            | + 2h 11' 56"                |
| 12                          | Benoît Faure (FRA)          | Touriste-routier            | +2 h 21' 01"                |
| 13                          | Charles Pélissier (FRA)     | França individual           | + 2h 29' 21"                |
| 14                          | René Bernard (FRA)          | Touriste-routier            | + 2h 30' 47"                |
| 15                          | René Le Grevès (FRA)        | França                      | + 2h 40' 05"                |
| 16                          | Fernand Fayolle (FRA)       | Touriste-routier            | + 2h 48' 07"                |
| 17                          | André Leducq (FRA)          | França                      | + 2h 56' 14"                |
| 18                          | Pierre Cloarec (FRA)        | Touriste-routier            | + 3h 19' 55"                |
| 19                          | Joseph Mauclair (FRA)       | Touriste-routier            | + 3h 20' 36"                |
| 20                          | Antoon Dignef (BEL)         | Bèlgica individual          | + 3h 24' 52"                |
| 21                          | Dante Gianello (FRA)        | Touriste-routier            | + 3h 28' 30"                |
| 22                          | Salvador Cardona (ESP)      | Espanya                     | + 3h 50' 59"                |
| 23                          | Bruno Roth (GER)            | Alemanya individual         | + 3h 51' 06"                |
| 24                          | Leo Amberg (SUI)            | Suïssa individual           | + 3h 56' 25"                |
| 25                          | Jean Fontenay (FRA)         | Françaindividual            | + 4h 09' 56"                |
| 26                          | Fritz Hartmann (SUI)        | Suïssa individual           | + 4h 14' 37"                |
| 27                          | Orlando Teani (ITA)         | Itàlia individual           | + 4h 17' 32"                |
| 28                          | Honoré Granier (FRA)        | Touriste-routier            | + 4h 24' 36"                |
| 29                          | Jean Aerts (BEL)            | Bèlgica                     | + 4h 28' 05"                |
| 30                          | Julien Moineau (FRA)        | França individual           | + 4h 33' 46"                |
| 31                          | Paul Chocque (FRA)          | Touriste-routier            | + 4h 39' 14"                |
| 32                          | Antonio Prior (ESP)         | Espanya                     | + 4h 51' 06"                |
| 33                          | Aldo Bertocco (FRA)         | Touriste-routier            | + 4h 52' 33"                |
| 34                          | Erich Haendel (GER)         | Alemanya individual         | + 5h 06' 16"                |
| 35                          | Oreste Bernardoni (FRA)     | Touriste-routier            | + 5h 12' 28"                |
| 36                          | Louis Thiétard (FRA)        | Touriste-routier            | + 5h 12' 47"                |
| 37                          | Charles Berty (FRA)         | Touriste-routier            | + 5h 26' 28"                |
| 38                          | Georges Lachat (FRA)        | Touriste-routier            | + 5h 27' 50"                |
| 39                          | Vicente Bachero (ESP)       | Espanya individual          | + 5h 37' 50"                |
| 40                          | Kurt Stettler (SUI)         | Suïssa individual           | + 5h 49' 01"                |
| 41                          | Manuel Garcia (FRA)         | Touriste-routier            | + 6h 01' 18"                |
| 42                          | Otto Weckerling (GER)       | Alemanya                    | + 6h 11' 55"                |
| 43                          | Théodore Ladron (FRA)       | Touriste-routier            | + 6h 13' 39"                |
| 44                          | Georges Hubatz (FRA)        | Touriste-routier            | + 6h 17' 55"                |
| 45                          | Ferdi Ickes (GER)           | Alemanya individual         | + 6h 59' 19"                |
| 46                          | Willi Kutschbach (GER)      | Alemanya                    | + 7h 40' 39"                |

### Gran Premi de la Muntanya
Per la classificació de la muntanya l'organització va determinar 15 colls de muntanya puntuables, tot i que durant el recorregut se'n van superar d'altres també de gran dificultat. Al cim d'aquests colls s'atorgaven 10 punts al primer ciclista a passar-hi, nou al segon i així successivament fins al desè classificat, que rebia un punt.
| Etapa | Nom              | Alçada  | Serralada     | Primer             |
| ----- | ---------------- | ------- | ------------- | ------------------ |
| 4     | Ballon d'Alsace  | 1.178 m | Vosges        | Felicien Vervaecke |
| 6     | Aravis           | 1.498 m | Alps          | René Vietto        |
| 7     | Galibier         | 2.556 m | Alps          | Gabriel Ruozzi     |
| 8     | cota de Laffrey  | 900 m   | Alps          | Gabriel Ruozzi     |
| 9     | Vars             | 2.110 m | Alps          | Felicien Vervaecke |
| 9     | Alòs             | 2.250 m | Alps          | Felicien Vervaecke |
| 11    | Braus            | 1.002 m | Alps Marítims | Gabriel Ruozzi     |
| 11    | La Turbie        | 555 m   | Alps Marítims | Orlando Teani      |
| 15    | Pimorent         | 1.920 m | Pirineus      | Felicien Vervaecke |
| 15    | Coll de Port     | 1.249 m | Pirineus      | Felicien Vervaecke |
| 15    | Portèth d'Aspèth | 1.069 m | Pirineus      | Felicien Vervaecke |
| 16    | Pèira Sorda      | 1.569 m | Pirineus      | Felicien Vervaecke |
| 16    | Aspin            | 1.489   | Pirineus      | Felicien Vervaecke |
| 16    | Tourmalet        | 2.115 m | Pirineus      | Sylvère Maes       |
| 16    | Aubisca          | 1.709 m | Pirineus      | Ambrogio Morelli   |

Després de la dissetena etapa la classificació de la muntanya va quedar d'aquesta manera:
| Pos | Ciclista                 | Equip              | Punts |
| --- | ------------------------ | ------------------ | ----- |
| 1   | Félicien Vervaecke (BEL) | Bèlgica            | 118   |
| 2   | Sylvère Maes (BEL)       | Bèlgica individual | 92    |
| 3   | Jules Lowie (BEL)        | Bèlgica individual | 71    |
| 4   | Gabriel Ruozzi (FRA)     | Touriste-routier   | 62    |
| 5   | Romain Maes (BEL)        | Bèlgica            | 58    |
| 6   | Ambrogio Morelli (ITA)   | Itàlia individual  | 49    |
| 7   | Francesco Camusso (ITA)  | Itàlia             | 47    |
| 8   | René Vietto (FRA)        | França             | 42    |
| 9   | Orlando Teani (ITA)      | Itàlia individual  | 41    |
| 10  | Leo Amberg (SUI)         | Suïssa individual  | 33    |

### Classificació per equips
El 1935 la classificació per equips fou calculada a partir de la suma dels tres millors temps de cada equip, sent el vencedor l'equip que sumava un menor temps. Els ciclistes que corrien com a individuals però que acabaren la cursa en millor posició que algun dels membres de l'equip oficial passaren a ocupar la seva posició en aquesta classificació. Això va passar amb l'equip belga, ja que l'individual Sylvère Maes acabà millor classificat que el tercer home de l'equip belga, Jean Aerts, per la qual cosa es va utilitzar el seu temps per al càlcul final. Si aquesta norma no hagués existit, l'equip francès hauria guanyat la classificació per equips. L'equip espanyol també emprà aquesta norma, ja que sols dos ciclistes de l'equip nacional finalitzaren la cursa, sent l'individual Vicente Bachero l'encarregat de completar les tres posicions que puntuaven.
Cap ciclista de l'equip nacional italià finalitzà la cursa. Sí que ho van fer dos italians en la categoria individual, el temps dels quals fou afegit per al càlcul d'equip. Amb tot, encara faltava un tercer membre de l'equip. Per a aquest cas hi havia una regla que indicava que s'afegiria un ciclista fictici a l'equip, al qual se li aplicaria el temps del darrer classificat més una hora de penalització.
| Pos. | Equip    | Temps         |
| ---- | -------- | ------------- |
| 1    | Bèlgica  | 425h 36' 09"  |
| 2    | França   | + 2h 24' 51"  |
| 3    | Alemanya | + 9h 57' 17"  |
| 4    | Itàlia   | + 12h 13' 22" |
| 5    | Espanya  | + 13h 16' 21" |

### Altres classificacions
El segon classificat, Morelli, fou el millor ciclista dels enrolats dins la categoria "individuals", mentre el novè classificat, Ruozzi, fou el vencedor dins la categoria de "touriste-routiers".

## Evolució de les classificacions
| Etapa | Vencedor           | Classificació general | Classificació de la muntanya | Classificació per equips | Classificació dels individuals | Classificació dels touriste-routiers |
| ----- | ------------------ | --------------------- | ---------------------------- | ------------------------ | ------------------------------ | ------------------------------------ |
| 1     | Romain Maes        | Romain Maes (BEL)     | no entregat                  | França                   | Charles Pélissier (FRA)        | René Bernard (FRA)                   |
| 2     | Charles Pélissier  | Romain Maes (BEL)     | no entregat                  | França                   | Charles Pélissier (FRA)        | René Bernard (FRA)                   |
| 3     | Rafaele di Paco    | Romain Maes (BEL)     | no entregat                  | França                   | Charles Pélissier (FRA)        | René Bernard (FRA)                   |
| 4     | Jean Aerts         | Romain Maes (BEL)     | Félicien Vervaecke (BEL)     | França                   | Eugenio Gestri (ITA)           | René Bernard (FRA)                   |
| 5A    | Maurice Archambaud | Romain Maes (BEL)     | Félicien Vervaecke (BEL)     | França                   | Eugenio Gestri (ITA)           | René Bernard (FRA)                   |
| 5B    | Rafaele di Paco    | Romain Maes (BEL)     | Félicien Vervaecke (BEL)     | França                   | Jules Lowie (BEL)              | René Bernard (FRA)                   |
| 6     | René Vietto        | Romain Maes (BEL)     | Félicien Vervaecke (BEL)     | França                   | Jules Lowie (BEL)              | René Bernard (FRA)                   |
| 7     | Francesco Camusso  | Romain Maes (BEL)     | Félicien Vervaecke (BEL)     | França                   | Jules Lowie (BEL)              | René Bernard (FRA)                   |
| 8     | Jean Aerts         | Romain Maes (BEL)     | Félicien Vervaecke (BEL)     | França                   | François Neuville (BEL)        | René Bernard (FRA)                   |
| 9     | René Vietto        | Romain Maes (BEL)     | Félicien Vervaecke (BEL)     | França                   | Bruno Roth (GER)               | Gabriel Ruozzi (FRA)                 |
| 10    | Jean Aerts         | Romain Maes (BEL)     | Félicien Vervaecke (BEL)     | França                   | Charles Pélissier (FRA)        | Gabriel Ruozzi (FRA)                 |
| 11    | Romain Maes        | Romain Maes (BEL)     | Félicien Vervaecke (BEL)     | França                   | Charles Pélissier (FRA)        | Gabriel Ruozzi (FRA)                 |
| 12    | Charles Pélissier  | Romain Maes (BEL)     | Félicien Vervaecke (BEL)     | França                   | Charles Pélissier (FRA)        | Gabriel Ruozzi (FRA)                 |
| 13A   | Vasco Bergamaschi  | Romain Maes (BEL)     | Félicien Vervaecke (BEL)     | França                   | Charles Pélissier (FRA)        | Gabriel Ruozzi (FRA)                 |
| 13B   | Georges Speicher   | Romain Maes (BEL)     | Félicien Vervaecke (BEL)     | França                   | Charles Pélissier (FRA)        | Gabriel Ruozzi (FRA)                 |
| 14A   | René Le Grevès     | Romain Maes (BEL)     | Félicien Vervaecke (BEL)     | França                   | Charles Pélissier (FRA)        | Gabriel Ruozzi (FRA)                 |
| 14B   | Maurice Archambaud | Romain Maes (BEL)     | Félicien Vervaecke (BEL)     | França                   | Charles Pélissier (FRA)        | Gabriel Ruozzi (FRA)                 |
| 15    | Sylvère Maes       | Romain Maes (BEL)     | Félicien Vervaecke (BEL)     | França                   | Charles Pélissier (FRA)        | Gabriel Ruozzi (FRA)                 |
| 16    | Ambrogio Morelli   | Romain Maes (BEL)     | Félicien Vervaecke (BEL)     | França                   | Charles Pélissier (FRA)        | Gabriel Ruozzi (FRA)                 |
| 17    | Julien Moineau     | Romain Maes (BEL)     | Félicien Vervaecke (BEL)     | França                   | Charles Pélissier (FRA)        | Gabriel Ruozzi (FRA)                 |
| 18A   | René Le Grevès     | Romain Maes (BEL)     | Félicien Vervaecke (BEL)     | França                   | Charles Pélissier (FRA)        | Gabriel Ruozzi (FRA)                 |
| 18B   | André Leducq       | Romain Maes (BEL)     | Félicien Vervaecke (BEL)     | França                   | Charles Pélissier (FRA)        | Gabriel Ruozzi (FRA)                 |
| 19A   | René Le Grevès     | Romain Maes (BEL)     | Félicien Vervaecke (BEL)     | França                   | Charles Pélissier (FRA)        | Gabriel Ruozzi (FRA)                 |
| 19B   | Jean Aerts         | Romain Maes (BEL)     | Félicien Vervaecke (BEL)     | França                   | Charles Pélissier (FRA)        | Gabriel Ruozzi (FRA)                 |
| 20A   | René Le Grevès     | Romain Maes (BEL)     | Félicien Vervaecke (BEL)     | França                   | Charles Pélissier (FRA)        | Gabriel Ruozzi (FRA)                 |
| 20B   | Ambrogio Morelli   | Romain Maes (BEL)     | Félicien Vervaecke (BEL)     | França                   | Charles Pélissier (FRA)        | Gabriel Ruozzi (FRA)                 |
| 21    | Romain Maes        | Romain Maes (BEL)     | Félicien Vervaecke (BEL)     | França                   | Charles Pélissier (FRA)        | Gabriel Ruozzi (FRA)                 |
| Final | Final              | Romain Maes (BEL)     | Felicien Vervaecke (BEL)     | França                   | Charles Pélissier (FRA)        | Gabriel Ruozzi (FRA)                 |

## A posteriori
Félicien Vervaecke, que havia acabat en la tercera posició final, tenia la sensació que hauria pogut guanyat aquest Tour amb més d'una hora sobre el segon classificat, si no hagués hagut d'ajudar al seu company d'equip Romain Maes quan aquest estava en dificultats.